# Lijst van voetbalinterlands Algerije - Servië
Deze lijst van voetbalinterlands is een overzicht van alle officiële voetbalwedstrijden tussen de nationale teams van Algerije en Servië. De landen speelden tot op heden een keer tegen elkaar. De eerste ontmoeting tussen beide landen was een vriendschappelijke wedstrijd op 3 maart 2010 in Algiers.

## Wedstrijden
| № | Plaats  | Datum        | Competitie        | Wedstrijd         | Uitslag |
| - | ------- | ------------ | ----------------- | ----------------- | ------- |
| 1 | Algiers | 3 maart 2010 | Vriendschappelijk | Algerije − Servië | 0 − 3   |

## Samenvatting
| Competitie        | Totaal gespeeld | Winst Algerije | Gelijk | Winst Servië | Doelsaldo Algerije – Servië |
| ----------------- | --------------- | -------------- | ------ | ------------ | --------------------------- |
| Vriendschappelijk | 1               | 0              | 0      | 1            | 0 − 3                       |
| Totaal            | 1               | 0              | 0      | 1            | 0 − 3                       |

Wedstrijden bepaald door strafschoppen worden, in lijn met de FIFA, als een gelijkspel gerekend.